# 列多沃耶湖
68°55′59″N 33°06′18″E / 68.933°N 33.105°E

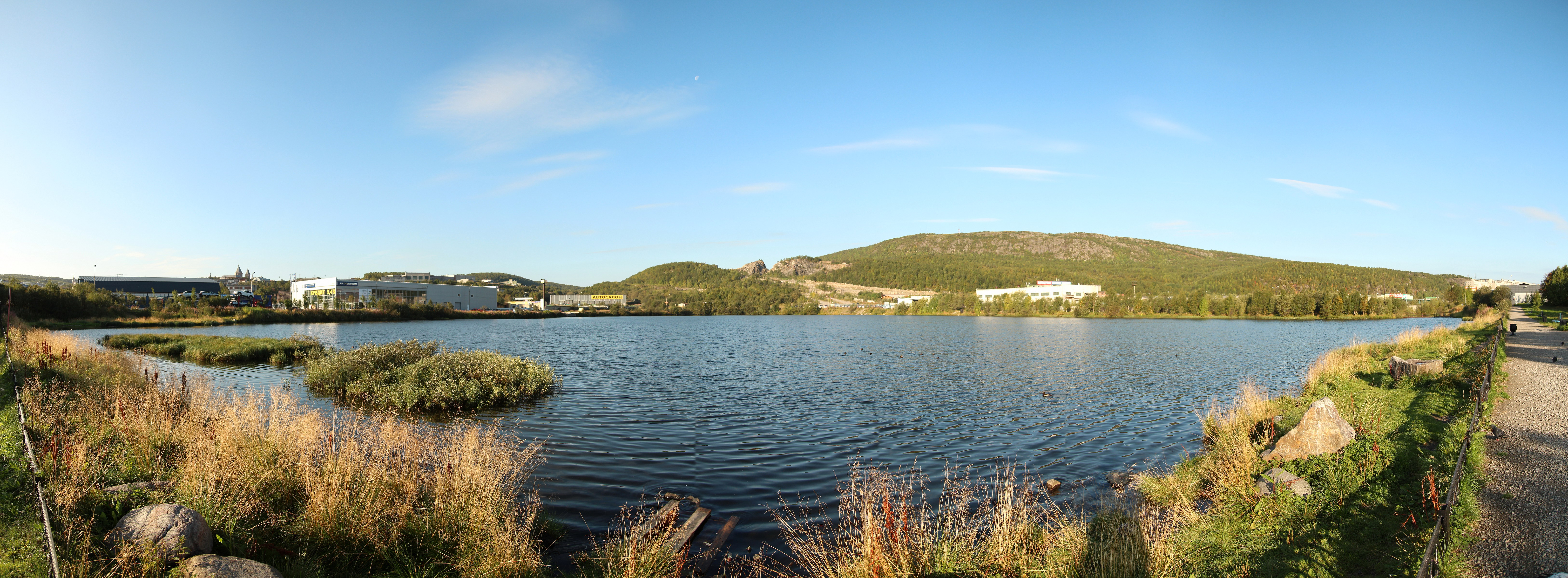

列多沃耶湖（俄语：Ледовое），是俄羅斯的湖泊，位於該國西北部，由摩爾曼斯克州負責管轄，處於摩爾曼斯克南部，長0.3公里、寬0.2公里，面積0.1平方公里，海拔高度73米。